# نشانگان آلپورت
سندروم آلپورت (به انگلیسی: Alport syndrome)، بیماری ژنتیکی است که در آن ژن یکی از پپتیدهای سازنده کلاژن نوع IV جهش یافته‌است. این نوع کلاژن در غشاء پایه گلومرولهای کلیه، گوش داخلی و چشم وجود دارد.

## نشانه‌ها
مشکلات کلیه (نهایتاً نارسایی کلیه) همراه با کاهش شنوایی حسی عصبی دوطرفه و گاه مشکلات چشمی. این بیماری معمولاً کودکان را مبتلا می‌کند و در بیماران نوجوان به مراحل پیشرفته می‌انجامد. سندرم آلپورت دومین علت شایع ژنتیکی نارسایی کلیوی است. درمان با ژن‌درمانی و سلولهای بنیادی است.